# Ольгово (усадьба)
Ольго́во (до 1820-х Льгово) — бывшая усадьба Апраксиных в селе Ольгово Дмитровского района Московской области.

## История
В XVI веке Льгово было дворцовым селом, а в 1619 было отдано в вотчину дмитровскому воеводе стольнику Ф. В. Чаплину. До первой половины XVIII века Льгово принадлежало Чаплиным, в 1740-х генеральше П. А. Соймоновой, а с 1740-х и по 1917 — роду Апраксиных.
Существующая усадьба была сформирована в конце XVIII — начале XIX века при фельдмаршале С. Ф. Апраксине и генерале С. С. Апраксине, значительный объём работ по их заказу выполнил архитектор Франческо Кампорези.
В 1880-х годах при участии Н. В. Набокова произведены работы по реставрации усадебных построек. В 1930-х годах в усадьбе размещался дом отдыха. В 1934 — 1-й районный лагерь юных пионеров Октябрьского района города Москвы.
В советское время господский дом превратился в развалины, в которых и пребывает до сего дня.
В феврале 2003 года усадьбу купил Олег Дерипаска. Новый владелец обязался провести реставрацию .
В марте 2015 года стало известно, что новые владельцы не только не провели реставрацию, но ещё и не поддерживали усадьбу в надлежащем состоянии. В связи с этим всё превратилось в руины, были утрачены почти все парковые постройки: беседки, статуи и павильоны.

## Архитектура
Начало двух въездных аллей отмечают парные обелиски, на въезде в парадный двор перед усадебным домом располагалась две башни (сохранилась только одна) в стиле псевдоготики. Двухэтажный на высоком цоколе дом сложился за два строительных периода. В 1790-х Ф. Кампорези капитально реконструировал старый усадебный дом, достроил второй этаж, украсил фасад, добавил деревянные пристройки; в 1880-х декор фасадов был изменён, фронтоны увеличены.

Северный флигель был построен Ф. Кампорези в 1790-х для театра. Современный южный флигель построен в 1883 деревянным на месте стоявшей здесь оранжереи архитектором Н.В. Набоковым, в 1980-х перестроен в кирпиче. Флигели объединены с домом открытыми переходами на арках, балюстрады которых раньше были украшены вазами. У главного въезда, замыкая парадный двор полукружием, расположены два жилых корпуса для дворовых людей: один — для холостых, другой — для семейных. К дому также пристроены кухонные корпуса начала XIX века, лишённые декоративной обработки. 

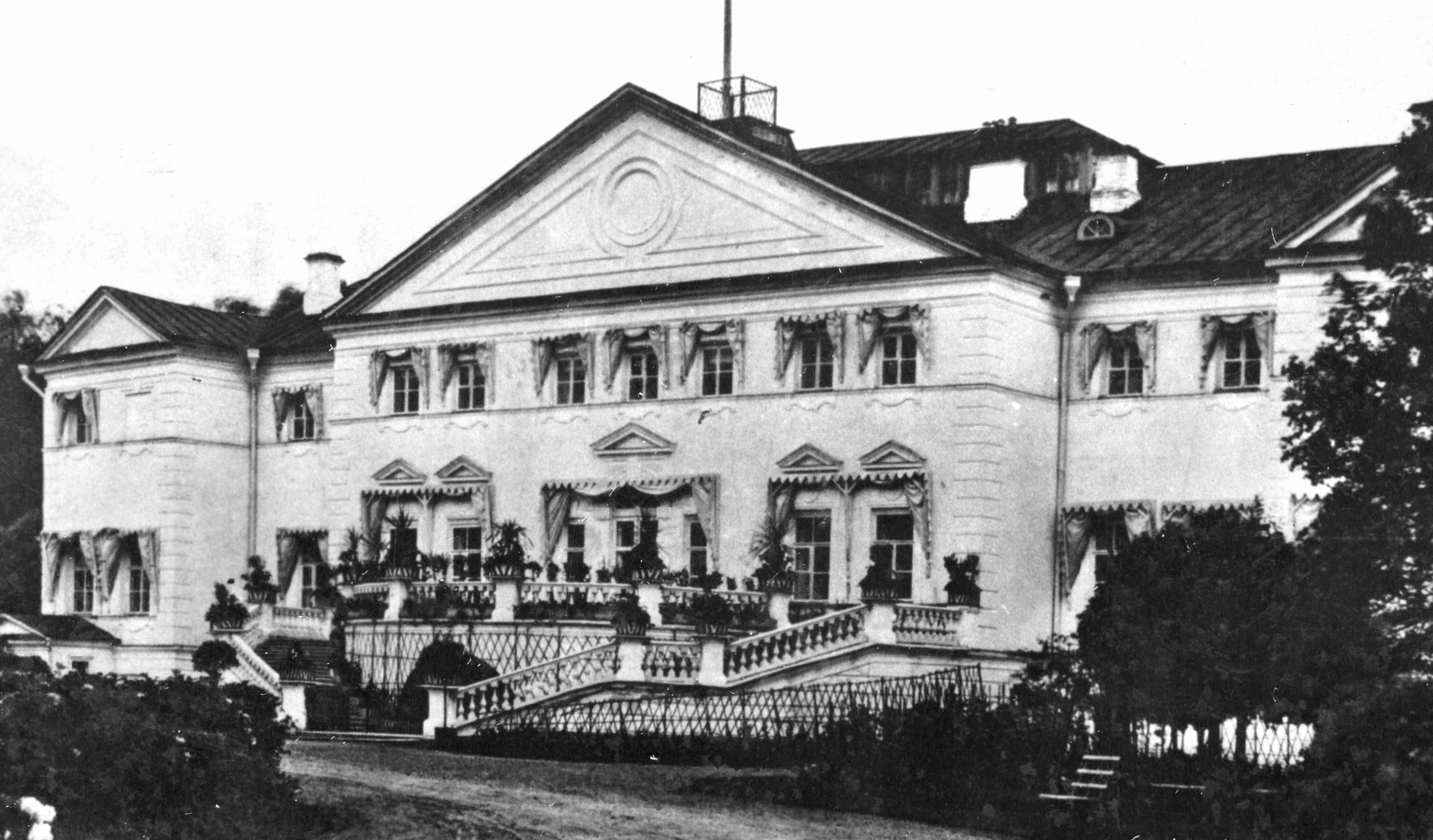
Фасад усадебного дома со стороны парадного въезда

Со стороны парка дом обработан мощным шестиколонным портиком, поставленным на высокий, прорезанный арками, белокаменный выступ цокольного этажа.
Центральная часть главного дома возведена около середины XVIII века. В конце того же столетия дом был обстроен Ф. Кампорези, причём обстройка его осуществлена в дереве, а затем оштукатурена и обработана под камень.
Внутри дома имелись два больших зала, отделанных в классическом стиле, из которых один выходит на парадный двор, а второй — в сторону парка. Последний зал, большой и двухсветный, по размерам немного уступает зеркальному залу в Кусково. Стены его украшены парными пилястрами. Колонны коринфского ордера поддерживают хоры. Всё в этом зале выполнено из дерева, вплоть до колонн, раскрашенных под мрамор. В люнетах между пилястрами помещены гипсовые барельефные изображения предков Апраксиных. Зал был обставлен ампирной мебелью работы крепостных. На стенах зала висели фамильные портреты как русских, так и иностранных художников.
На дороге к селу в 1751 К. Л. Дружининым построена Введенская церковь. В 1828 она была перестроена и приобрела черты ампира. Рядом стояла церковно-приходская школа.
С редкой полнотой в Ольгово сохранился хозяйственный комплекс начала XIX века, расширенный в 1880-х. В его состав входят конторские флигели, конный и скотный дворы, манеж, службы, рига, амбары, ткацкие корпуса.
Парк, занимающий площадь 55 га, с многочисленными прудами некогда был украшен «Храмом добродетели»,  триумфальной аркой, обелисками, «Турецкой мечетью», беседками.  В Ольгове имеется три пруда, самый большой из которых размером 3.2 га. расположен в 400 метрах от дворца, дворец в настоящее время представляет собой руины.

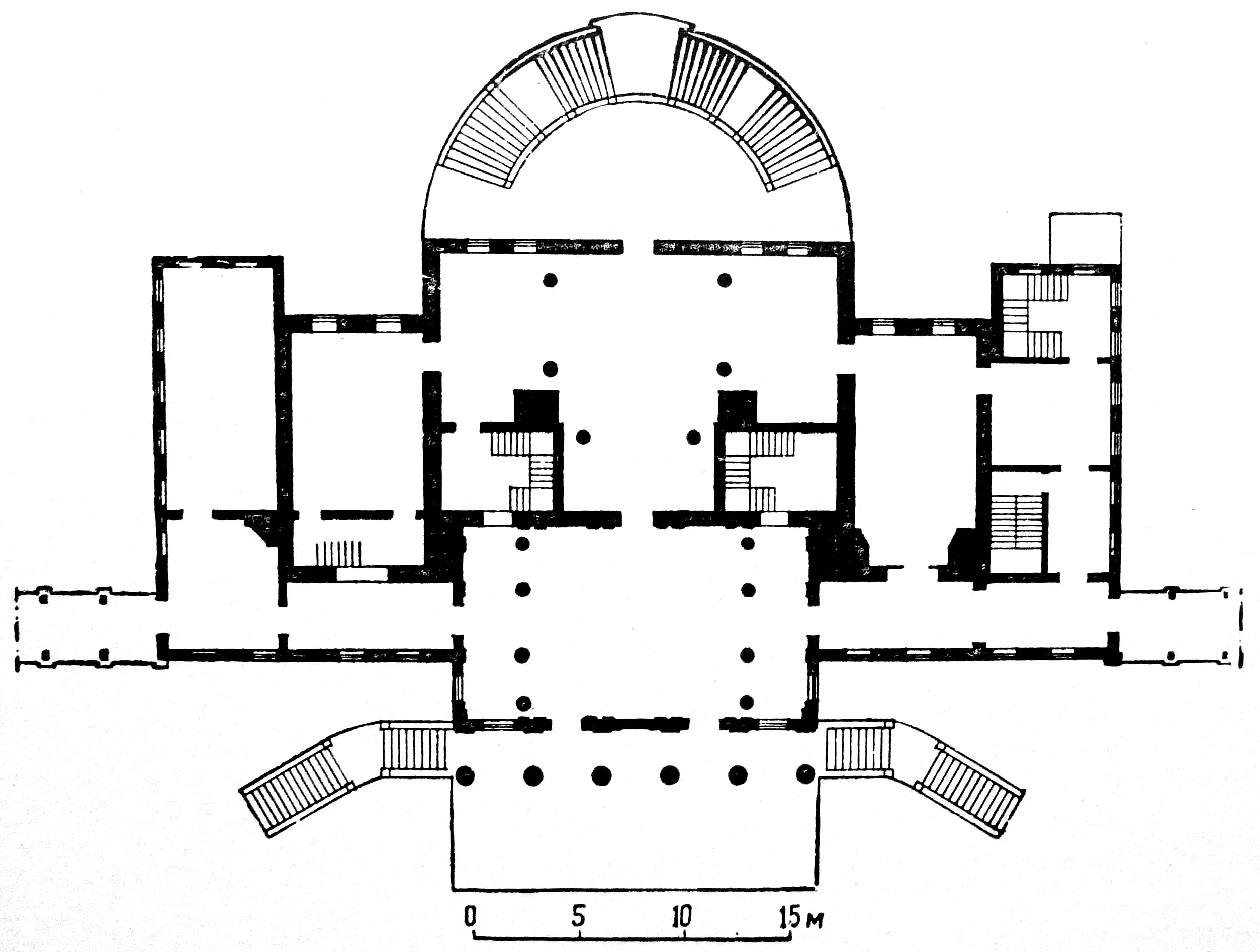
План первого этажа главного дома
Вид водяной мельницы в сер. XIX века
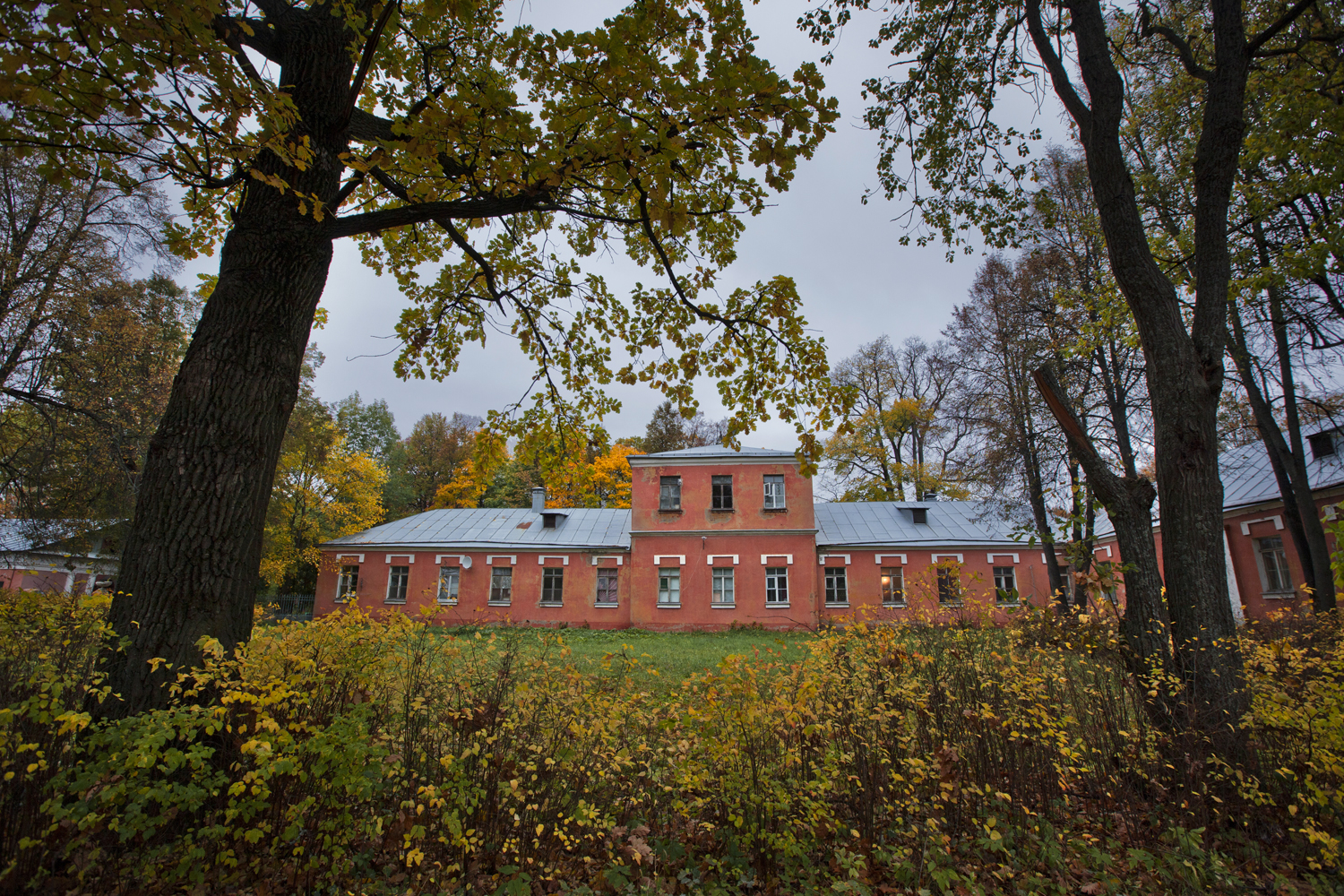
Одна из построек усадьбы.
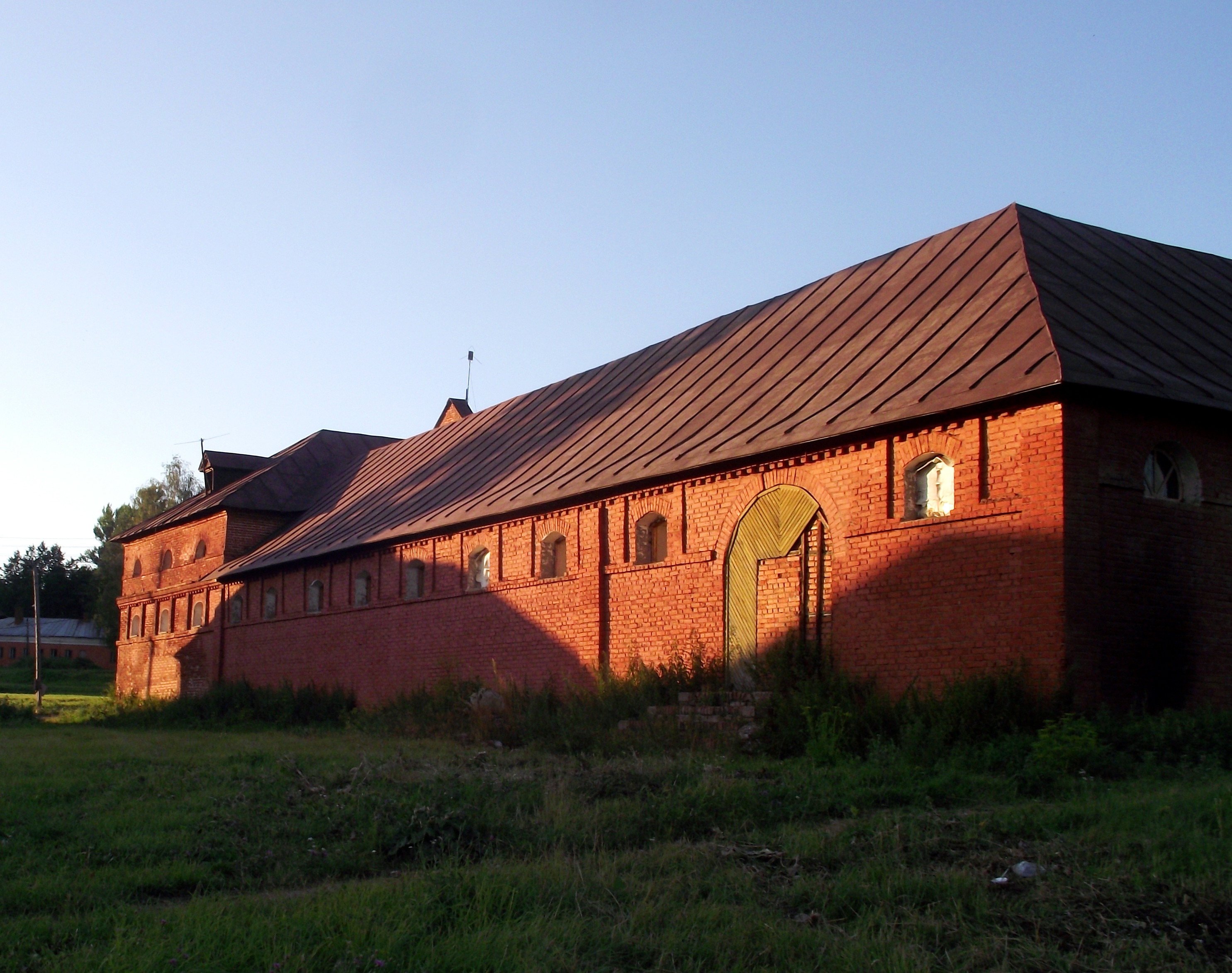
Конный двор.
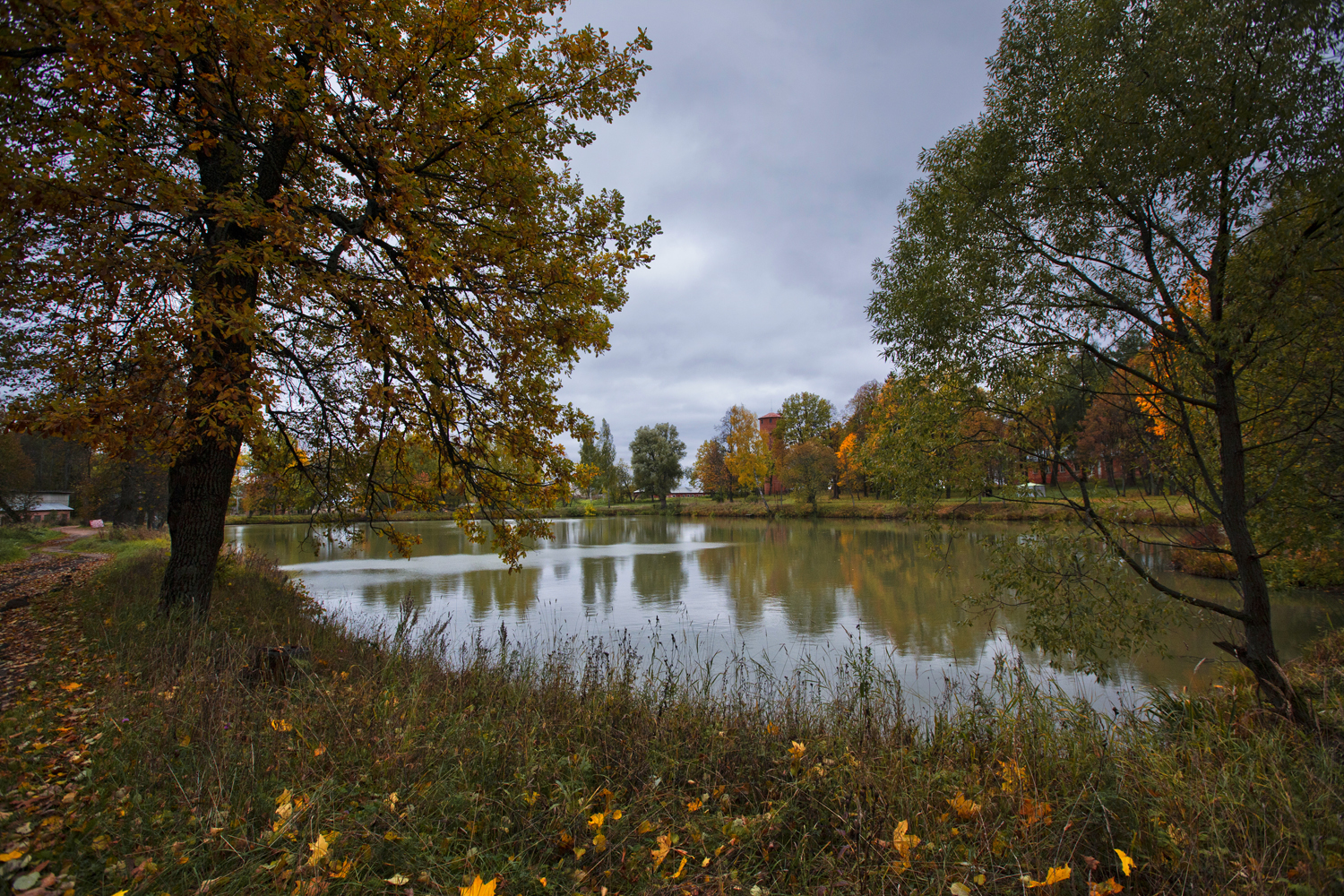
Пруд в усадьбе Ольгово.
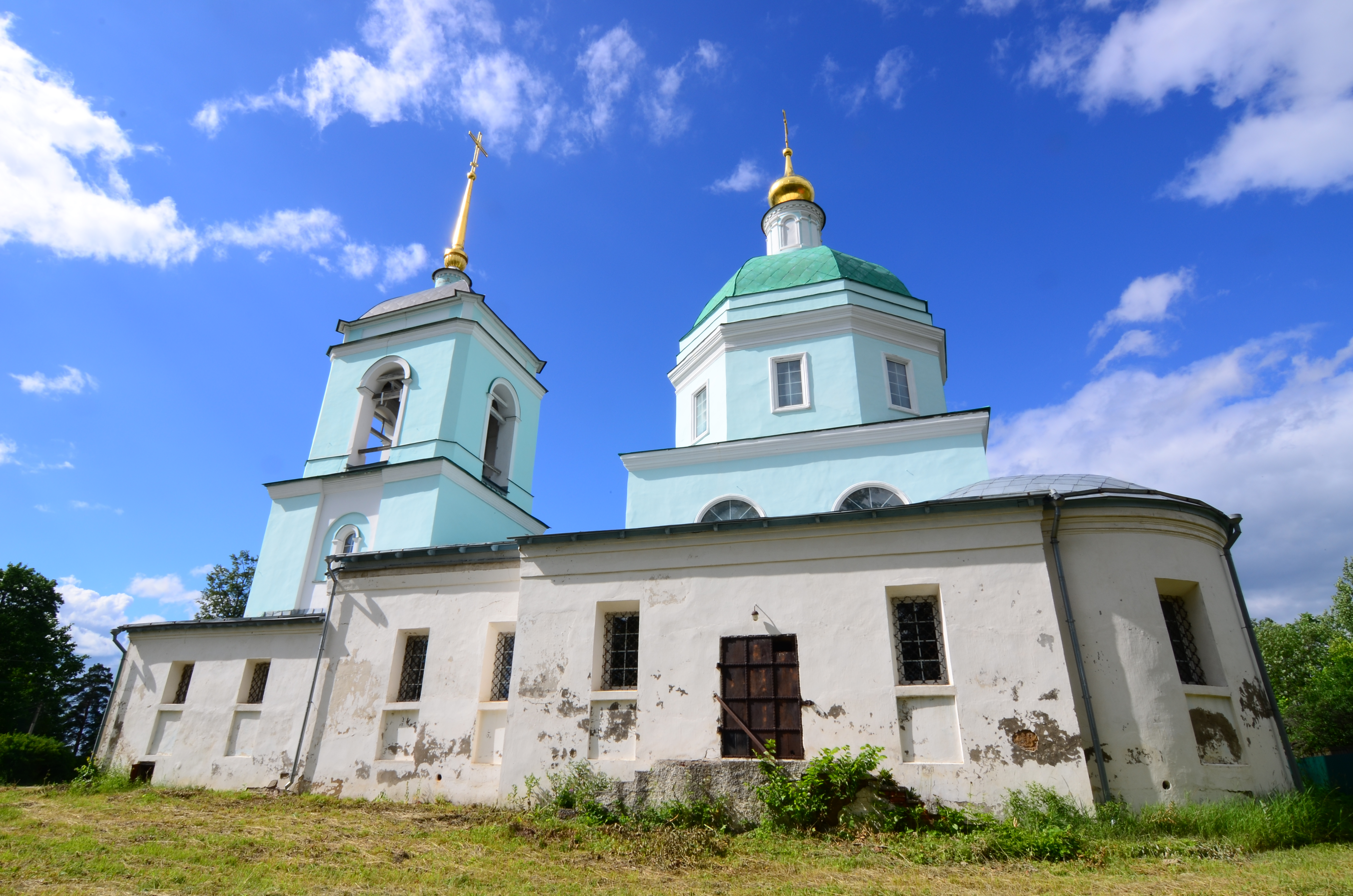
Введенская церковь
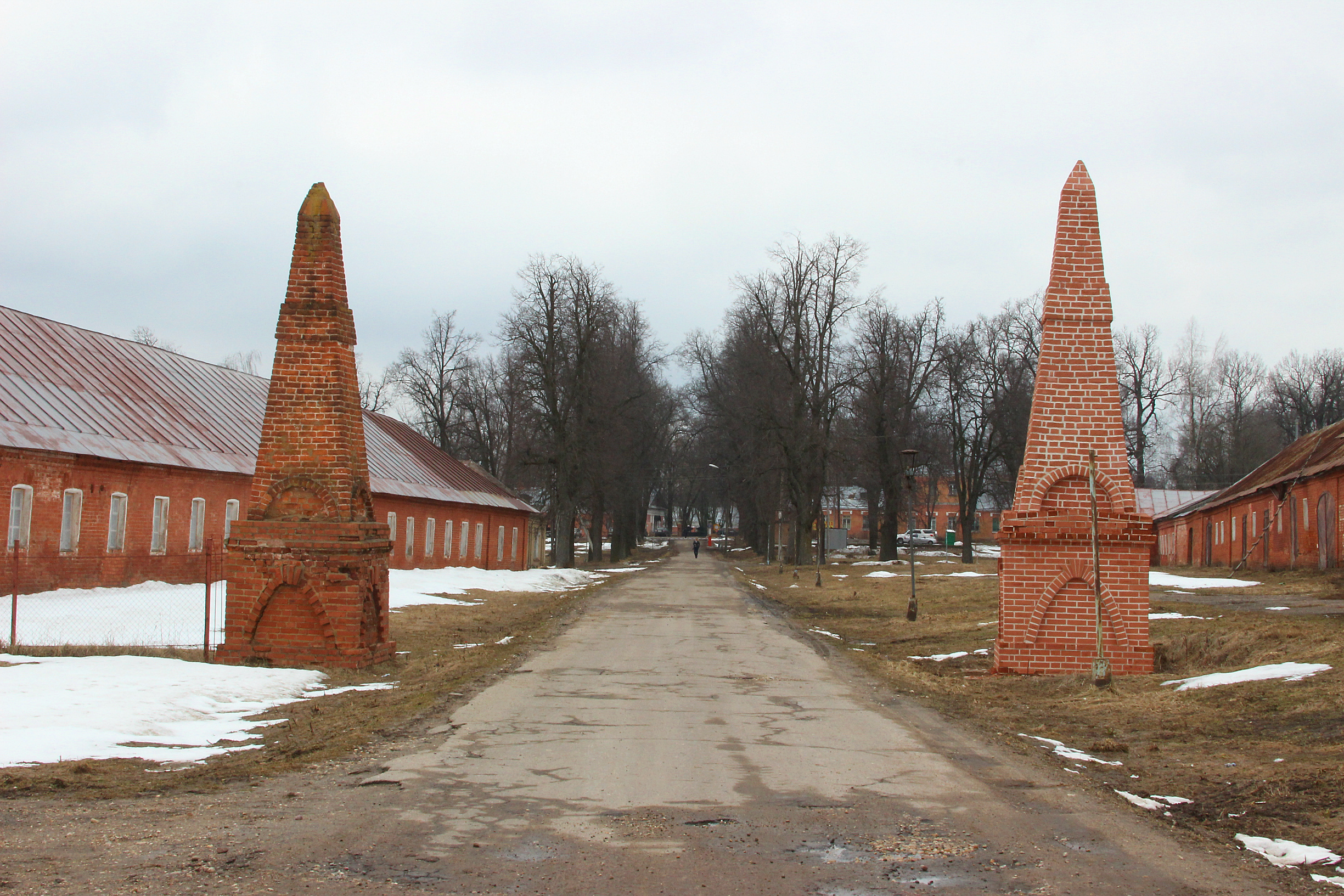
Обелиски в усадьбе Ольгово

## Крепостной театр Апраксиных
Крепостной театр Апраксиных в усадьбе Ольгово существовал в XVIII-XIX вв. Кроме крепостных актеров в спектаклях часто принимали участие Василий Львович и Алексей Михайлович Пушкины, известный актер А. С. Яковлев и многие другие. Е. П. Янькова, жившая по соседству с Апраксиными, вспоминает:
В доме Апраксиных был отдельный театр с ложами в несколько ярусов, и когда в Москву приезжала итальянская опера, то итальянцы в этом театре и давали свои представления… 

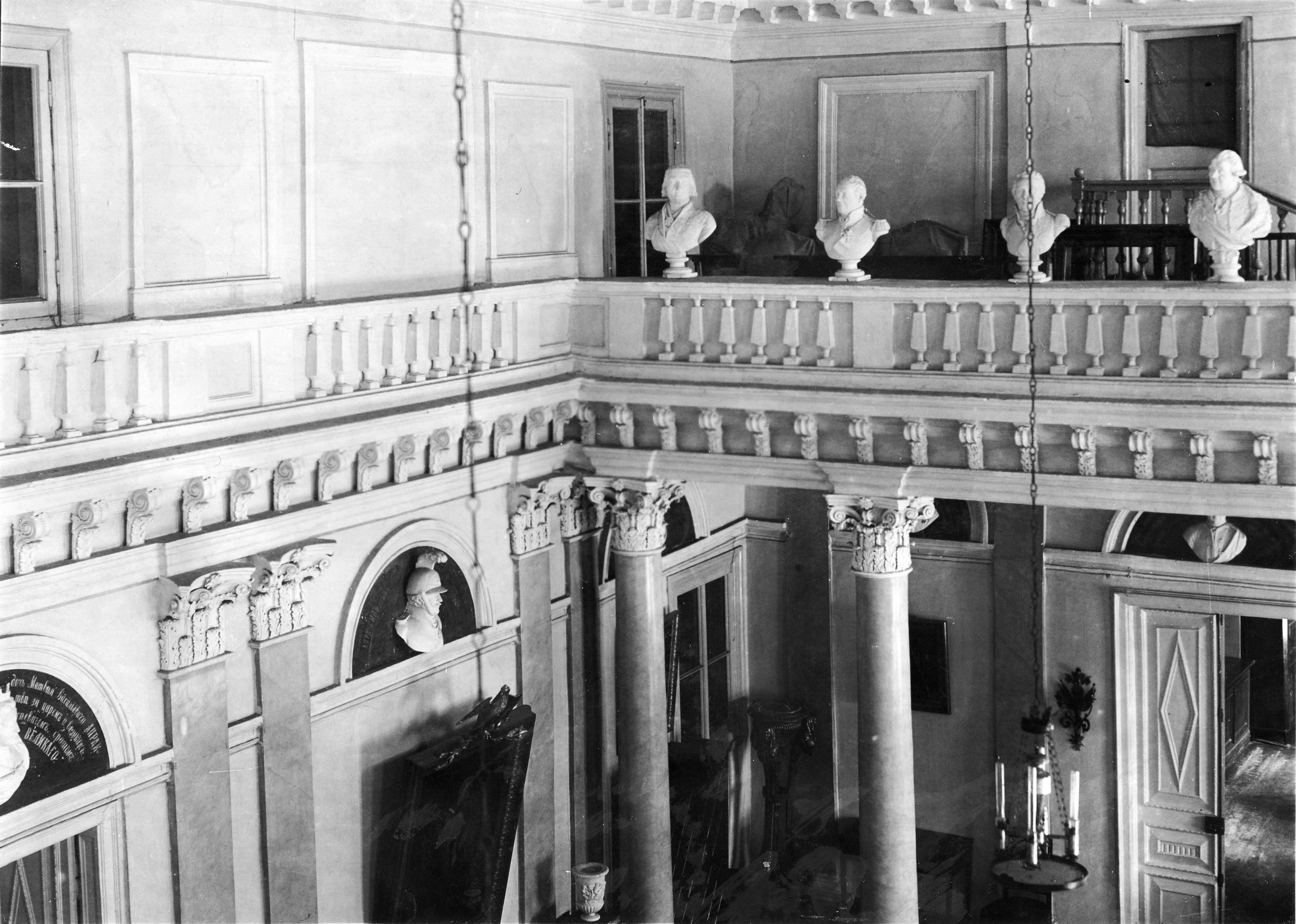
Скульптурная портретная галерея владельцев Льговского дворца

Все знатные певцы, музыканты и певицы, которые бывали в Москве, непременно попоют и поиграют у Апраксиных, и много хорошего наслушалась я на своем веку в их доме.

Раза два или три случалось видеть на сцене и саму Апраксину; она никогда бывало своей роли хорошенько не запомнит; забудет что следует говорить, подойдет к суфлеру, тот ей подсказывает, а она не слышит, остановится и спрашивает его: «Comment?»
Известно о постановке шести спектаклей:
- «Всеобщее ополчение» — патриотическая пьеса (поставлена после 1812 г.);
- «Деревенские певицы» — опера, муз. Фиораванти, перевод Мерзлякова (по заказу Апраксина);
- «Освобождение Смоленска» — патриотическая пьеса (поставлена после 1812 г.);
- «Прасковья Правдухина» — пьеса неизвестного жанра (поставлена после 1812 г.);
- «Счастливая Тоня» — комическая опера в четырёх действиях (поставлена после 1812 г.);
- «Храбрые Кирилловны при нашествии врагов» — комедия (1812).